# Lynne Arriale
| Lynne Arriale                             | Lynne Arriale                             |
| Kattints az alábbi külső linkek egyikére! | Kattints az alábbi külső linkek egyikére! |
| ----------------------------------------- | ----------------------------------------- |
| Nem található szabad kép.(?)              |                                           |
| külső link · jogvédett                    | Lynne Arriale                             |

Lynne Arriale (Milwaukee, 1957. május 29. –) amerikai dzsesszzongorista, zenekarvezető, egyetemi oktató.

## Pályakép
Wisconsinban tanult klasszikus zenésznek. Keith Jarrett és Herbie Hancock zenéje hatására lett dzsesszzenész.

## Lemezek
- With Words Unspoken (1996)
- A Long Road Home (1998)
- Live at Montreux (1999)
- Inspiration (2000)
- Arise (2002)
- Come Together (2004)
- Nuance (2009)
- Convergence (2011)
- Solo (2013)
- Chimes of Freedom (2020)
- The Lights Are Always On (2022)

## Díjak
- Jacksonville Jazz Festival: megnyerte (2005)
- National Performance Activity Award
- Német lemezkritikusok díja
- Best Jazz CD, UPI, Live
- Best CD, The New Yorker, Live